# Jatta Salmela
Jatta Salmela (ur. 16 września 1992) – fińska lekkoatletka, tyczkarka.
Medalistka mistrzostw kraju w różnych konkurencjach, w tym wielokrotna medalistka mistrzostw kraju w kategorii seniorów (w skoku o tyczce). W kategorii kadetów stawała na podium mistrzostw kraju także w skoku w dal oraz siedmioboju.
Reprezentantka kraju w meczach międzypaństwowych.

## Osiągnięcia
| Rok  | Impreza                                | Miejsce    | Lokata            | Wynik |
| ---- | -------------------------------------- | ---------- | ----------------- | ----- |
| 2009 | Mistrzostwa świata juniorów młodszych  | Bressanone | el. – 14. miejsce | 3,75  |
| 2010 | Mistrzostwa krajów nordyckich juniorów | Akureyri   | 2. miejsce        | 3,88  |
| 2011 | Mistrzostwa Europy juniorów            | Tallinn    | el. – 14. miejsce | 3,75  |

## Rekordy życiowe
- Skok o tyczce (hala) – 4,00 (2015)